# Reservecompetitie 2016/17 (voetbal)
De reservecompetitie 2016/17 was de tweede editie van deze Nederlandse voetbalcompetitie die door de KNVB wordt georganiseerd voor schaduwelftallen van Nederlandse profvoetbalclubs maar buiten de competitiestructuur valt. Het kampioenschap was voor Jong sc Heerenveen, dat daarmee als regerend kampioen haar tweede titel van de reservecompetitie won. Jong N.E.C. won de competitiepoule op het tweede niveau.

## Ranglijst

### Groep A
| Pos | Club                    | gs | W | G | v | pnt | ds    |
| --- | ----------------------- | -- | - | - | - | --- | ----- |
| 1.  | Jong sc Heerenveen      | 13 | 9 | 1 | 3 | 28  | 36-13 |
| 2.  | Jong Feyenoord          | 13 | 8 | 3 | 2 | 27  | 28-17 |
| 3.  | Jong Excelsior          | 13 | 6 | 2 | 5 | 20  | 22-20 |
| 4.  | Jong NAC Breda          | 14 | 6 | 2 | 6 | 20  | 27-23 |
| 5.  | Jong Cambuur Leeuwarden | 14 | 5 | 2 | 7 | 17  | 22-27 |
| 6.  | Jong ADO Den Haag       | 14 | 4 | 3 | 7 | 15  | 23-30 |
| 7.  | Jong Heracles Almelo    | 11 | 4 | 0 | 7 | 12  | 13-23 |
| 8.  | Jong Roda JC            | 14 | 3 | 3 | 8 | 12  | 19-37 |

###### Legenda
| Kleur | Kwalificatie voor                                 |
| ----- | ------------------------------------------------- |
|       | Kampioen van de reservecompetitie                 |
|       | Degradatie naar Groep B Reservecompetitie 2017/18 |

### Groep B
| Pos | Club                 | gs | W  | G | v  | pnt | ds    |
| --- | -------------------- | -- | -- | - | -- | --- | ----- |
| 1.  | Jong NEC             | 14 | 10 | 2 | 2  | 32  | 33-23 |
| 2.  | Jong RKC Waalwijk    | 14 | 7  | 4 | 3  | 25  | 31-10 |
| 3.  | Jong PEC Zwolle      | 14 | 7  | 1 | 6  | 22  | 24-19 |
| 4.  | Jong Fortuna Sittard | 14 | 7  | 0 | 7  | 21  | 21-32 |
| 5.  | Jong Go Ahead Eagles | 14 | 6  | 2 | 6  | 20  | 26-26 |
| 6.  | Jong Willem II       | 14 | 5  | 4 | 5  | 19  | 30-20 |
| 7.  | Jong Helmond Sport   | 14 | 5  | 1 | 8  | 16  | 15-29 |
| 8.  | Jong FC Dordrecht    | 14 | 1  | 2 | 11 | 5   | 12-33 |

###### Legenda
| Kleur | Kwalificatie voor                                                                          |
| ----- | ------------------------------------------------------------------------------------------ |
|       | Kampioen van de reservecompetitie Groep B, Promotie naar Groep A Reservecompetitie 2017/18 |

## Topscorers Groep A
| Pos. | Speler          | Club               | Wed |   | Gescoord met penalty | Gem  |
| ---- | --------------- | ------------------ | --- | - | -------------------- | ---- |
| 1.   | Henk Veerman    | Jong sc Heerenveen | 5   | 6 | 1                    | 1.20 |
| 2.   | Michel Vlap     | Jong sc Heerenveen | 12  | 6 | 0                    | 0.50 |
| 3.   | Jordy Bruijn    | Jong sc Heerenveen | 7   | 5 | 0                    | 0.71 |
| 4.   | Marko Vejinović | Jong Feyenoord     | 8   | 5 | 0                    | 0.63 |
| 5.   | Dylan Vente     | Jong Feyenoord     | 5   | 4 | 0                    | 0.80 |